# EZRC Oemoemenoe
De Eerste Zeeuwse Rugby Club Oemoemenoe is een Nederlandse rugbyclub uit de stad Middelburg in de provincie Zeeland, die speelt op Sportpark de Sprong. De club werd opgericht in 1971. 
Oemoemenoe wist in vijf jaar te promoveren naar het hoogste niveau, toen nog de Hoofdklasse. Er volgde echter direct weer degradatie. De club wist slechts een wedstrijd te winnen. Het duurde tot 1992 totdat de club weer promoveerde naar het hoogste niveau, ook dit keer volgde er direct weer degradatie.
In 2013 promoveerde Oemoemenoe na het kampioenschap in de Eerste Klasse voor de derde keer naar het hoogste niveau, de Ereklasse. De club mocht voor het eerst sinds het seizoen 1992-1993 weer op het hoogste niveau spelen. In het seizoen 2013-2014 handhaafde de club zich voor het eerst op het hoogste niveau. 
In het seizoen 2016/2017 plaatste de Oemoemenoe zich met de 5e plaats voor de kampioensgroep, hierin werd de club echter 6e en laatste nadat het alle wedstrijden verloor. Een seizoen later werd de kampioensgroep weer gehaald. Deze keer werd beslag gelegd op de 4e plaats, de hoogste klassering van Oemoemenoe ooit in de Ereklasse. Vanwege de behaalde 4e plaats mocht Oemoemenoe in het seizoen 2018/19 deelnemen aan het toernooi om de Benecup, waar de top-4 clubs van Nederland en België tegen elkaar spelen. De club verloor alle drie de wedstrijden en was daardoor al uitgeschakeld in de groepsfase.
Het damesteam werd in 1979 opgericht en in 1983 werd dat team Nederlands kampioen. Daarna kende het damesteam een terugval en was het zelfs een tijdje helemaal verdwenen totdat het in 2006 nieuw leven werd ingeblazen.

## Erelijst
- Kampioen van Nederland (damesteam) in 1983
- Kampioen Eerste Klasse (herenteam) in 1976, 1992 en 2013